# Projeto Haughton-Mars
O Projeto Haughton–Mars (PHM) é um projeto de pesquisa internacional em andamento próximo à cratera de impacto Haughton na Ilha de Devon à norte do Canadá. Conduzido juntamente com o SETI e o Instituto de Marte, o projeto tem como meta aproveitar as características semelhantes às das de Marte na Ilha de Devon e da cratera de impacto para desenvolver e testar novas tecnologias e procedimentos operacionais de campo, e para estudar a dinâmica humana resultante da longa exposição ao contato em ambientes confinados. Esse conhecimento será utilizado em missões planejadas envolvendo tanto humanos quanto robôs para outros corpos terrestres. 
O PHM surgiu como uma proposta de pesquisa de pós-doutorado por Pascal Lee, um estudante de graduação na Universidade de Cornell. A proposta foi aprovada pelo Conselho Nacional de Pesquisa  e pela NASA Ames Research Center em 1996. Em 2000, as metas para a ciência e a exploração foram estabelecidas, e algumas características que poderiam ser consideradas análogas à de Marte foram encontradas. O modulo central da Base de NASA PHM, a Estação HMP X-1 foi construída. Ela serve como um pólo, conectando um número de barracas em uma configuração estelar.
O projeto é financiado primariamente pela NASA, mas consegue quase metade de seu apoio de outras fontes. Um grande número de organizações governamentais e não-governamentais mundo afora contribui anualmente para as atividades do projeto. Assim como contribuições financeiras, o projeto tem recebido doações tal como a Estufa Marciana Arthur Clarke, doada pela SpaceRef Interactive, e uma Humvee especialmente equipada, doada pela AM General.
O período de atividade do projeto é o verão, quando dezenas de pesquisadores, estudantes, pessoal de apoio e a mídia chegam ao local. Um grupo central de aproximadamente dez pessoas permanecem durante o verão, enquanto outras permanecem por curtos períodos. Estudantes de colégios locais são contratados para assistir as atividades de campo.